# Institut für Meereskunde der Universität Hamburg
Das Institut für Meereskunde der Universität Hamburg (IfM; englisch auch: Institute of Oceanography) ist eine universitäre Forschungseinrichtung mit Sitz in Hamburg an der Bundesstraße 53. Das Institut forscht und lehrt im Bereich der anwendungsorientierten Grundlagenforschung auf dem Gebiet der Ozeanografie, Geologie, Meteorologie und Ökologie.
Das Institut für Meereskunde gehört, zusammen mit anderen Forschungsstellen und Instituten der Universität Hamburg, dem Zentrum für Meeres- und Klimaforschung (ZMK) an. Seit 2016 ist es Teil des CEN (Zentrum für Erdsystemforschung und Nachhaltigkeit). Zugleich ist es Mitglied im Zentrum für Marine und Atmosphärische Wissenschaften (ZMAW), einem Verbund dem sechs Universitätsinstitute und das Max-Planck-Institut für Meteorologie angehören.

## Aufgaben
Die Forschungs-Aktivitäten gliedern sich in die Arbeitsbereiche: Theoretische Ozeanographie (Carsten Eden), Schelfmeer-Ozeanographie und marine Ökosystemmodellierung (Jan Backhaus), Experimentelle Ozeanographie (Detlef Quadfasel), Fernerkundung und Datenassimilation (Detlef Stammer) und Klimamodellierung (Johanna Baehr). Die Schwerpunkte liegen dabei in der:
- der Ozeanzirkulation, Oberflächenflüsse von Wärme, Frischwasser und CO2, globale Atmosphäre und Biosphäre
- der Schelfmeerzirkulation am Beispiel des Nordsee-Ostseesystems
- den Wechselwirkung physikalischer und biogeochemischer Prozesse
- den Wechselwirkungen zwischen  Land-Ozean; den Stofftransporten vom Land über Schelfmeerbereiche in den Ozean
- Globale Beobachtungen, Assimilation und Klimamodellinitialisierung

Das IfM ist Bestandteil des Exzellenz-Clusters Integrierte Klimasystemanalyse und Vorhersage (CliSAP), der von der Deutschen Forschungsgemeinschaft gefördert wird.

## Forschungsschiffe

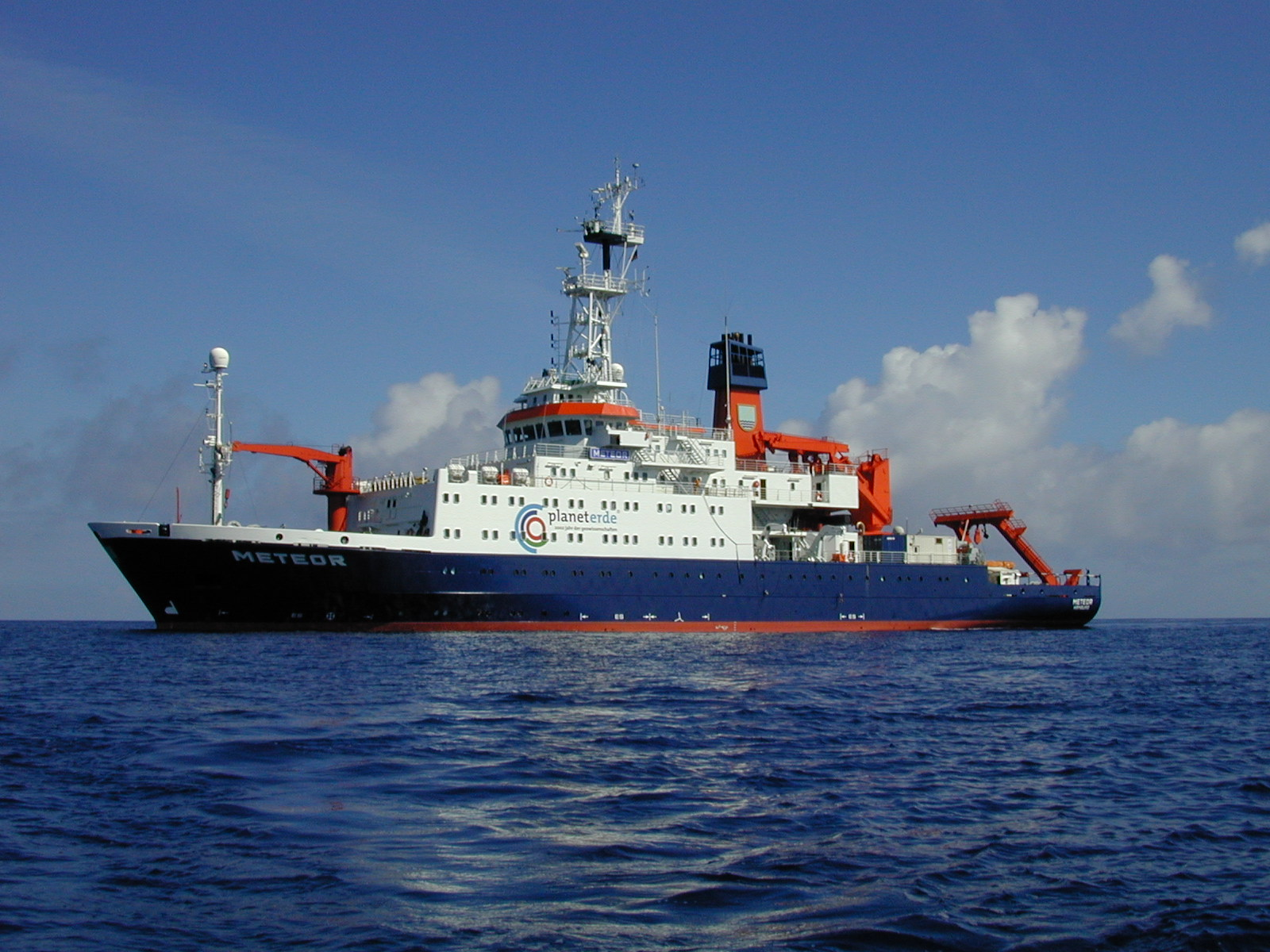
Vom ZMK koordiniertes Forschungsschiff Meteor

Das Zentrum für Meereskunde des Institutes betreibt die sogenannte Leitstelle der Forschungsschiffe Meteor und Maria S. Merian. Die Forschungsschiffe werden zur weltweiten grundlagenbezogenen Hochseeforschung eingesetzt und teilweise in Zusammenarbeit mit anderen Forschungseinrichtungen und Staaten genutzt.
Zur Aufgabe der Leitstelle schreibt das Institut: „Die Leitstelle der Universität Hamburg ist für die wissenschaftlich-technische, logistische und finanzielle Vorbereitung, Abwicklung und Betreuung des Schiffsbetriebes verantwortlich.“ Die Reedereien F. Laeisz und Briese Schiffahrtsgesellschaft bereedern die Schiffe.